# Вулиця Ткачів (Санкт-Петербург)
Ву́лиця Ткачі́в — вулиця в Невському районі Санкт-Петербурга. Проходить від проспекту Обуховської оборони до вулиці Сєдова.

## Історія
Вулиця отримала назву 2 січня 1926 року у зв'язку з тим, що там були поблизу розташовані текстильні підприємства, а також в пам'ять про революційне минуле ткачів Максвельської фабрики (суч. фабрика «Робітник»).
Вулиця забудована триповерховим житловим масивом (архітектори Л. М. Тверський і Д. П. Буришкін).

## Пам'ятки
- Школа № 120 ім. КІМа (нині Школа № 327 Невського району), буд. 9 в стилі конструктивізму

## Перетин
Довжина близько 1,1 км.
Перетинає такі вулиці:
- проспект Обуховської оборони (примикання)
- вулиця Бабушкіна
- вулиця Пінегіна
- вулиця Сєдова